# Echoshift
echoshift (時限回廊, Jigen Kairō) est un jeu vidéo de puzzle développé par Artoon et édité par Sony Computer Entertainment sorti le 1er novembre 2009 sur PlayStation Portable. Echoshift utilise le principe de rebonds de temps, à savoir une portion de temps qui se répète indéfiniment. En utilisant ce principe, le joueur peut surmonter des obstacles qu'il aurait été impossible de franchir en temps normal. Echoshift est un spin-off d'un jeu sorti 1 an plus tôt et partageant le même style visuel, Echochrome.

## Système de jeu
Le joueur incarne un personnage semblable à un mannequin, qui peut marcher, monter et descendre des escaliers et activer des interrupteurs. Le but de chaque niveau est de faire avancer le personnage de la porte d'entrée à la porte de sortie, tout en franchissant différents obstacles tels que des plateformes mobiles, des blocs avec des pics, ainsi que des ponts qui tombent lorsque l'on marche dessus. Le joueur possède un temps imparti pour finir chaque niveau, mais chaque niveau est conçu pour être impossible à finir du premier coup. C'est là où le principe du rebond de temps entre en jeu. À chaque essai, les mouvements du personnage sont enregistrés, puis restitués pendant l'essai suivant sous la forme d'une ombre du personnage. Visualiser ces échos des actions qu'il a effectué lors de ses essais infructueux, le joueur peut finalement venir à bout du niveau.